# Marcali
Marcali – miasto na Węgrzech, w Komitacie Somogy, siedziba władz powiatu Marcali.

## Miasta partnerskie
- Künzelsau
- Medulin
- Toplița